# Chorizagrotis auxiliaris
Chorizagrotis auxiliaris is een vlinder uit de familie van de uilen (Noctuidae). De wetenschappelijke naam van de soort is voor het eerst geldig gepubliceerd in 1873 door Augustus Radcliffe Grote.